# Pseudapis aliena
Pseudapis aliena là một loài Hymenoptera trong họ Halictidae. Loài này được Cameron mô tả khoa học năm 1898.